# Правдин, Николай Владимирович
Николай Владимирович Правдин (6 января 1926 года, Галич — 19 сентября 2014 года, Москва) — советский и российский учёный, специалист в области транспортной логистики. Доктор технических наук, академик РАТ, почётный профессор Московского государственного университета путей сообщения и Белорусского государственного университета транспорта, почётный доктор Санкт-Петербургского государственного университета путей сообщения, лауреат премии Госкомобразования СССР.

## Биография
Правдин Николай Владимирович родился 6 января 1926 года в Галиче в семье бывшего военного. Учился в 16-й железнодорожной школе (ныне средняя школа № 4), которую окончил в 1943 году. Окончил МИИТ и аспирантуру Академии наук СССР, был именным стипендиатом имени академика В. Н. Образцова.
В 1955 году переехал из Москвы в Белоруссию, перешёл из института комплексных транспортных проблем в БелИИЖТ (ныне Белорусский государственный университет транспорта) и был участником становления нового транспортного вуза.
Работал доцентом, начальником НИСа, деканом факультета, проректором по науке БелИИЖТ. Около 25 лет заведовал кафедрой «Станции, узлы и грузовая работа». 10 лет состоял членом экспертной комиссии ВАКа СССР. Долгое время Н. В. Правдин являлся членом специализированных ученых Советов МИИТа и БелГУТа по защите кандидатских и докторских диссертаций.
В течение 11 лет был членом НТС МПС, а последние годы заместителем председателя Комиссии по станциям и узлам. Был членом технических советов головного в стране проектного института по станциям и узлам КИЕВГИПРОТРАНСа, а также членом советов Белорусской и Прибалтийской железных дорог.
Многие годы был членом ученых советов по защите докторских и кандидатских диссертаций нескольких вузов страны, в том числе Московского энергетического института.
В 1999 г. проф. Н. В. Правдин, проработав в БелГУТе 45 лет, вернулся в Москву, был приглашён на работу в МИИТ, где до 2015 года работал на кафедре «Железнодорожные станции и узлы» профессором-консультантом.

## Семья
- Отец — Правдин Владимир Николаевич. Полковник Русской императорской армии. После революции офицер Советской армии.
- Мать — Правдина Таисия Ивановна.
- Сестра — Правдина Ирина Владимировна — педагог.
- Жена — Правдина Эльвина Анатольевна — юрист, кандидат наук.
- Дочь — Правдина Елена Николаевна, кандидат наук,
- Сын — Правдин Андрей Николаевич — композитор, певец, дизайнер.

## Научная деятельность
Профессор Н. В. Правдин создал в БелГУТе научную школу станционников, которая известна железнодорожникам, промтранспортникам и градостроителям-транспортникам СНГ и за рубежом. Им подготовлено сотни инженеров, более 20 кандидатов и докторов технических наук. Н. В. Правдин является автором более двадцати трудов: учебников и монографий. Созданная им научная школа уже много лет успешно занимается важнейшими научными проблемами развития транспорта. Профессором Н. В. Правдиным и его учениками разработаны многие проблемы развития транспорта: основы построения генеральных схем железнодорожных узлов в рамках транспортных узлов городов, теории этапного развития станций и узлов, оптимизации проектных решений, взаимодействия пассажирских станций и устройств города, методы расчета привокзальных площадей, взаимодействия различных видов транспорта в узлах, прогнозирования грузовых и пассажирских потоков, автоматизированного проектирования железнодорожных станций и узлов.
Профильная научно-исследовательская лаборатория БелИИЖТа на протяжении нескольких десятков лет под руководством доктора технических наук, профессора Николая Владимировича Правдина выполняла целый ряд важных проектов по разработке генеральных схем развития всех крупных железнодорожных узлов Белоруссии, а также ряда узлов на дорогах Российской Федерации. Созданная Н. В. Правдиным в БелИИЖТе школа станционников имела тесные связи с МИИТом, ЛИИЖТом и другими вузами не только в науке, но и в педагогике, разрабатывая новые учебники, учебные, методические и практические пособия, пользовавшиеся и пользующиеся сейчас популярностью среди студентов и преподавателей многих транспортных вузов, а также за рубежом. В них использованы результаты многолетних теоретических и практических исследований, проведенных под руководством Николая Владимировича.
За время своей работы на железнодорожном транспорте профессор Н. В. Правдин добился выдающихся достижений, создал основы и внес значительный вклад в разработку сложных транспортных проблем, создание новых технологий работы, в том числе проектирование железнодорожных станций и узлов, основ разработок генеральных схем узлов, их конструкции и размещений в городах в комплексе с городскими видами транспорта.
Профессор Н. В. Правдин много сделал, совершенствуя основы высшего образования. Им опубликовано свыше 70 учебных и учебно-методических пособий (многие из них с грифом МинВУЗа СССР и ГУУЗа МПС). Под руководством Николая Владимировича прошли обучение в аспирантуре и успешно защитили кандидатские диссертации более 50 молодых ученых, а 4 стали докторами технических наук.
Огромное значение для повышения уровня образования и подготовки инженеров путей сообщения имеют созданные им и его учениками несколько изданий учебников и учебных пособий по проектированию железнодорожных станций и узлов, задачники по проектированию, расчету режимов взаимодействия различных видов транспорта в узлах и задачник по взаимодействию, автоматизации проектирования железнодорожных станций и узлов.
Книги по проектированию станций и узлов и задачники для решения примеров по курсу «Станции и узлы» представляют оригинальный завершенный теоретический и практический курс одной из основных дисциплин в вузах железнодорожного транспорта, играют решающую роль в процессе обучения инженеров путей сообщений, широко используются также проектировщиками железных дорог и транспортниками, работниками станций, узлов и промтранспорта.
Также впервые им создан задачник по взаимодействию работы различных видов транспорта, а месте с учебником «Взаимодействие разных видов транспорта в узлах» — две эти книги представляют новый курс теории и практики расчетов режимов и основ технического и технологического взаимодействия, расчетов норм и методов работы разных видов транспорта. Эти работы — большой вклад в обновление учебного процесса, в подготовку инженерных кадров, отвечающих современным требованиям и новое направление в дальнейшем совершенствовании работы транспорта в целом.
Профессор Н. В. Правдин дважды награждён Знаком «За отличные успехи в работе» и Дипломом Почета ВДНХ за учебник «Взаимодействие разных видов транспорта в узлах». В течение 11 лет был членом НТС МПС, а последние годы заместителем председателя Комиссии по станциям и узлам. 10 лет он состоял членом экспертной комиссии ВАК СССР. Был членом технических советов головного в стране проектного института по станциям и узлам КИЕВГИПРОТРАНСа, а также членом советов Белорусской и Прибалтийской железных дорог.
Многие годы был членом ученых советов по защите докторских и кандидатских диссертаций нескольких вузов страны, в том числе Московского энергетического института.
В 1999 г. проф. Н. В. Правдин, проработав в БелГУТе 45 лет, вернулся в Москву, был приглашён на работу в МИИТ, где до 2015 года работал на кафедре «Железнодорожные станции и узлы» профессором-консультантом. С БелГУТом его связывали самые тесные узы. Продолжалась совместная работа с учениками по подготовке и изданию статей в межвузовских сборниках научных трудов БелГУТа, МГУПС (МИИТа), СПГУПС (ЛИИЖТа), а также публикаций в ведущих транспортных российских изданиях и новых редакций учебников и учебных пособий. За это время в печать вышли более 10 книг с Грифами Департамента кадров и учебных заведений Министерства транспорта Российской Федерации, Федерального агентства железнодорожного транспорта и Экспертного совета по рецензированию Московского государственного университета путей сообщения. В 2012 году коллективом авторов под редакцией профессоров Н. В. Правдина и С. П. Вакуленко издан учебник «Проектирование инфраструктуры железнодорожного транспорта» объёмом 68 печатных листов. Этот монументальный труд охватил весь передовой опыт проектирования и эксплуатации железнодорожных станций.
Долгое время Н. В. Правдин являлся членом специализированных ученых Советов МИИТа и БелГУТа по защите кандидатских и докторских диссертаций.
С 2017 года снова издается сборник научных трудов «Проблемы перспективного развития железнодорожных станций и узлов», который около 50 лет назад начал издавать Н. В. Правдин. Теперь этот сборник имеет статус Международного, а с 2020 года вносится в реестр научных изданий для публикования результатов диссертационных работ.

## Общественная деятельность
Профессор Н. В. Правдин вел активную общественную работу. В качестве внештатного корреспондента газеты «Известия» БССР публиковал статьи по широкому кругу проблем железнодорожного транспорта, награждён медалью газеты «За творческие успехи». В течение длительного периода был членом Союза журналистов СССР. В течение ряда лет возглавлял Гомельское отделение Советского фонда культуры.

## Литературная деятельность
- Член Союза журналистов СССР
- Внештатный корреспондент газеты «Известия» БССР
- Автор двух детских книжек. «„Стрела“ набирает скорость» и «Приключение Уголька и дядюшки Антрацита»

## Награды
- Дважды Почётный железнодорожник
- Почётный транспортник Беларуси
- Лауреат премии Госкомобразования СССР[2]
- Дважды награждён Знаком «За отличные успехи в работе»
- Дипломом Почёта ВДНХ
- Почетный профессор Московского государственного университета путей сообщения, Почетный профессор Белорусского государственного университета транспорта, Почетный доктор Санкт-Петербургского государственного университета путей сообщения

Разноплановая деятельность профессора Н. В. Правдина высоко оценена государством. За заслуги в науке и педагогике, за большую работу по воспитанию кадров для Белорусси он многократно награждался грамотами ректората, начальника дороги, горкома, обкома и ЦК КПБ Белоруссии, министров высшего образования и путей сообщения, рядом медалей правительства СССР.